# Record Retailer
Record Retailer foi um periódico britânico fundado em agosto de 1959 cujo foco era a indústria musical. Publicado em formato de jornal mensal, fazia a cobertura de selos fonográficos e distribuidores de discos. O título foi modificado para Record Retailer and Music Industry News pouco depois de seu lançamento.
A partir da edição de 10 de março de 1960, o periódico tornou-se uma revista semanal, passando a publicar uma parada musical com as cinquenta gravações mais vendidas durante cada semana.
Em 5 de outubro de 1967, o nome da publicação voltou a ser simplesmente Record Retailer, sendo renomeada para Record & Tape Retailer em 1971. Deixou de ser publicada em 18 de março de 1972, quando foi transformada na revista Music Week.